# Дехер, Терри
Леннокс Доминик «Терри» Дехер (англ. Lennox Dominique "Terry" Dehere; родился 12 сентября 1971 года, Нью-Йорк, штат Нью-Йорк, США) — американский профессиональный баскетболист.

## Ранние годы
Терри Дехер родился в городе Нью-Йорк (штат Нью-Йорк), учился в школе Сент-Энтони (город Джерси-Сити), в которой играл за местную баскетбольную команду. В 1993 году окончил Университет Сетон-Холл, где в течение четырёх лет играл за команду «Сетон-Холл Пайрэтс», в которой провёл успешную карьеру, набрав в итоге 2494 очка, 415 подборов, 319 передач, 144 перехвата и 42 блок-шота, к тому же два раза помог выиграть своей команде регулярный чемпионат конференции Big East (1992—1993), а также два раза — турнир конференции Big East (1991, 1993).

## Карьера игрока
Играл на позиции разыгрывающего защитника и атакующего защитника. В 1993 году был выбран на драфте НБА под 13-м номером командой «Лос-Анджелес Клипперс». Позже выступал за команды «Сакраменто Кингз», «Ванкувер Гриззлис», «Альба (Берлин)» и «Норт-Чарлстон Лоугейторс» (Д-лига). Всего в НБА провёл 6 сезонов. В 1993 году стал лауреатом приза Хаггерти, признавался баскетболистом года конференции Big East, а также включался во 2-ю всеамериканскую сборную NCAA. Всего за карьеру в НБА сыграл 402 игры, в которых набрал 3235 очков (в среднем 8,0 за игру), сделал 588 подборов, 1034 передачи, 213 перехватов и 36 блок-шотов.

## Карьера в сборной США
В 1990 году Дехер стал в составе сборной США победителем чемпионата Америки по баскетболу среди юношей до 18 лет в Монтевидео. В 1991 году выиграл в составе сборной США бронзовые медали Панамериканских игр в Гаване.

## Статистика

### Статистика в НБА
| Сезон                                                                                    | Команда    | Регулярный сезон | Регулярный сезон | Регулярный сезон | Регулярный сезон | Регулярный сезон | Регулярный сезон | Регулярный сезон | Регулярный сезон | Регулярный сезон | Регулярный сезон | Регулярный сезон | Серия плей-офф | Серия плей-офф | Серия плей-офф | Серия плей-офф | Серия плей-офф | Серия плей-офф | Серия плей-офф | Серия плей-офф | Серия плей-офф | Серия плей-офф | Серия плей-офф |
| Сезон                                                                                    | Команда    | GP               | GS               | MPG              | FG%              | 3P%              | FT%              | RPG              | APG              | SPG              | BPG              | PPG              | GP             | GS             | MPG            | FG%            | 3P%            | FT%            | RPG            | APG            | SPG            | BPG            | PPG            |
| ---------------------------------------------------------------------------------------- | ---------- | ---------------- | ---------------- | ---------------- | ---------------- | ---------------- | ---------------- | ---------------- | ---------------- | ---------------- | ---------------- | ---------------- | -------------- | -------------- | -------------- | -------------- | -------------- | -------------- | -------------- | -------------- | -------------- | -------------- | -------------- |
| 1993/94                                                                                  | Клипперс   | 64               | 6                | 11,9             | 37,7             | 40,4             | 75,3             | 1,1              | 1,2              | 0,4              | 0,0              | 5,3              | Не участвовал  | Не участвовал  | Не участвовал  | Не участвовал  | Не участвовал  | Не участвовал  | Не участвовал  | Не участвовал  | Не участвовал  | Не участвовал  | Не участвовал  |
| 1994/95                                                                                  | Клипперс   | 80               | 28               | 22,2             | 40,7             | 29,4             | 78,4             | 1,9              | 2,8              | 0,6              | 0,1              | 10,4             | Не участвовал  | Не участвовал  | Не участвовал  | Не участвовал  | Не участвовал  | Не участвовал  | Не участвовал  | Не участвовал  | Не участвовал  | Не участвовал  | Не участвовал  |
| 1995/96                                                                                  | Клипперс   | 82               | 10               | 24,6             | 45,9             | 44,0             | 75,5             | 1,7              | 4,3              | 0,7              | 0,2              | 12,4             | Не участвовал  | Не участвовал  | Не участвовал  | Не участвовал  | Не участвовал  | Не участвовал  | Не участвовал  | Не участвовал  | Не участвовал  | Не участвовал  | Не участвовал  |
| 1996/97                                                                                  | Клипперс   | 73               | 3                | 14,4             | 38,6             | 32,5             | 82,4             | 1,3              | 2,2              | 0,4              | 0,0              | 6,4              | 2              | 0              | 2,5            | 0,0            | 0,0            | -              | 0,5            | 0,0            | 0,0            | 0,0            | 0,0            |
| 1997/98                                                                                  | Сакраменто | 77               | 18               | 18,3             | 39,9             | 37,9             | 79,8             | 1,4              | 2,5              | 0,7              | 0,1              | 6,4              | Не участвовал  | Не участвовал  | Не участвовал  | Не участвовал  | Не участвовал  | Не участвовал  | Не участвовал  | Не участвовал  | Не участвовал  | Не участвовал  | Не участвовал  |
| 1998/99                                                                                  | Сакраменто | 4                | 0                | 5,0              | 36,4             | 20,0             | -                | 0,5              | 0,3              | 0,5              | 0,0              | 2,3              | Не участвовал  | Не участвовал  | Не участвовал  | Не участвовал  | Не участвовал  | Не участвовал  | Не участвовал  | Не участвовал  | Не участвовал  | Не участвовал  | Не участвовал  |
| 1998/99                                                                                  | Ванкувер   | 22               | 0                | 12,3             | 36,5             | 44,1             | 71,4             | 1,0              | 1,2              | 0,2              | 0,1              | 3,4              | Не участвовал  | Не участвовал  | Не участвовал  | Не участвовал  | Не участвовал  | Не участвовал  | Не участвовал  | Не участвовал  | Не участвовал  | Не участвовал  | Не участвовал  |
|                                                                                          | Всего      | 402              | 65               | 18,2             | 41,1             | 37,8             | 77,9             | 1,5              | 2,6              | 0,5              | 0,1              | 8,0              | 2              | 0              | 2,5            | 0,0            | 0,0            | -              | 0,5            | 0,0            | 0,0            | 0,0            | 0,0            |
| Наведите курсор мыши на аббревиатуры в заголовке таблицы, чтобы прочесть их расшифровку. |            |                  |                  |                  |                  |                  |                  |                  |                  |                  |                  |                  |                |                |                |                |                |                |                |                |                |                |                |

### Статистика в NCAA
| Сезон | Команда    | Conf     | Class | GP  | GS  | MPG  | FG%  | 3P%  | FT%  | RPG | APG | SPG | BPG | PPG  |
| --- | ---------- | -------- | ----- | --- | --- | ---- | ---- | ---- | ---- | --- | --- | --- | --- | ---- |
| 1989/90 | Сетон-Холл | Big East | FR    | 28  | 28  | 33,3 | 40,2 | 39,0 | 79,7 | 3,4 | 2,1 | 0,9 | 0,5 | 16,1 |
| 1990/91 | Сетон-Холл | Big East | SO    | 34  | 34  | 33,3 | 46,3 | 42,9 | 83,9 | 3,0 | 2,2 | 1,4 | 0,4 | 19,8 |
| 1991/92 | Сетон-Холл | Big East | JR    | 31  | 31  | 32,4 | 42,7 | 32,1 | 83,0 | 3,7 | 2,7 | 1,2 | 0,3 | 19,4 |
| 1992/93 | Сетон-Холл | Big East | SR    | 35  | 35  | 34,4 | 46,1 | 39,6 | 81,8 | 3,0 | 2,7 | 1,1 | 0,2 | 22,0 |
| Всего | Всего      | Всего    | Всего | 128 | 128 | 33,4 | 44,2 | 38,9 | 82,2 | 3,2 | 2,5 | 1,2 | 0,3 | 19,5 |
| Наведите курсор мыши на аббревиатуры в заголовке таблицы, чтобы прочесть их расшифровку Статистика приведена с сайта sports-reference.com |            |          |       |     |     |      |      |      |      |     |     |     |     |      |